# Bathypolaria carinata
Bathypolaria carinata är en ringmaskart som beskrevs av Levenstein 1981. Bathypolaria carinata ingår i släktet Bathypolaria och familjen Polynoidae. Inga underarter finns listade i Catalogue of Life.